# 藤咲えり
藤咲 えり（ふじさき えり、3月20日 - ）は、日本の女優・歌手。元宝塚歌劇団宙組の娘役。
兵庫県芦屋市、甲南女子高等学校出身。身長160cm。愛称は「エリ」、「ふじ」。

## 来歴
2003年、宝塚音楽学校入学。
2005年、宝塚歌劇団に91期生として入団。入団時の成績は5番。花組公演「マラケシュ・紅の墓標／エンター・ザ・レビュー」で初舞台。その後、宙組に配属。
2009年、大空祐飛・野々すみ花トップコンビ大劇場お披露目となる「カサブランカ」で、新人公演初ヒロイン。
2012年7月1日、大空祐飛・野々すみ花トップコンビ退団公演となる「華やかなりし日々／クライマックス」東京公演千秋楽をもって、宝塚歌劇団を退団。
退団後は歌手としてライブやコンサートに出演する他、大学や音楽スクールで講師を務めている。

## 人物
実妹は雪組男役の久城あすである。

## 宝塚歌劇団時代の主な舞台

### 初舞台
- 2005年3 - 5月、花組『マラケシュ・紅の墓標』『エンター・ザ・レビュー』（宝塚大劇場のみ）

### 宙組時代
- 2005年8 - 11月、『炎にくちづけを』『ネオ・ヴォヤージュ』
- 2006年3 - 7月、『NEVER SAY GOODBYE』
- 2006年8月、『UNDERSTUDY』（バウホール） - ケイト・ラドクリフ
- 2006年11 - 2007年2月、『維新回天・竜馬伝!』 - 新人公演：幾松（本役：音乃いづみ）『ザ・クラシック』
- 2007年3月、『ハロー!ダンシング』（バウホール）
- 2007年6 - 9月、『バレンシアの熱い花』 - 新人公演：シルヴィア（本役：美羽あさひ）『宙 FANTASISTA!』[1]
- 2007年11月、『THE SECOND LIFE』（バウホール） - アイラ
- 2008年2 - 5月、『黎明（れいめい）の風』 - 吉田和子、新人公演：東京ローズ（本役：美風舞良）『Passion 愛の旅』
- 2008年7月、『殉情（じゅんじょう）』（バウホール） - お蘭
- 2008年9 - 12月、『Paradise Prince（パラダイス プリンス）』 - キム、新人公演：ヴィクトリア（本役：美羽あさひ）『ダンシング・フォー・ユー』
- 2009年2月、『外伝 ベルサイユのばら-アンドレ編-』『ダンシング・フォー・ユー』（中日劇場）
- 2009年4 - 7月、『薔薇に降る雨』 - 新人公演：カミーラ（本役：鈴奈沙也）『Amour それは…』
- 2009年8 - 9月、『逆転裁判2 -蘇る真実、再び…-』（バウホール・赤坂ACTシアター） - フランジスカ・ヴォン・カルマ[1]
- 2009年11 - 2010年2月、『カサブランカ』 - 女、新人公演：イルザ・ランド（本役：野々すみ花） 新人公演初ヒロイン[4][1]
- 2010年3 - 4月、『シャングリラ-水之城-』（ドラマシティ・日本青年館） - 霙
- 2010年5 - 8月、『TRAFALGAR（トラファルガー）』 - ジゼラ、新人公演：フランシス・ネルソン（ファニー）（本役：花影アリス）『ファンキー・サンシャイン』
- 2010年9月、蘭寿とむコンサート『“R”ising!!』（バウホール・昭和女子大学人見記念講堂）
- 2010年11 - 2011年1月、『誰がために鐘は鳴る』 - ファニータ、新人公演：ローサ（本役：純矢ちとせ）
- 2011年5 - 8月、『美しき生涯』 - 新人公演：さぎり（本役：純矢ちとせ）『ルナロッサ』
- 2011年10 - 12月、『クラシコ・イタリアーノ』 - 施設の女職員、新人公演：クラウディア・ロレンツォ侯爵夫人（本役：五峰亜季）『NICE GUY!!』
- 2012年2月、『仮面のロマネスク』 - マリアンヌ・トゥールベル夫人『Apasionado!!II』（中日劇場）[1]
- 2012年4 - 7月、『華やかなりし日々』 - ジョセフィン・コーエン『クライマックス』 退団公演[3][1]

### 出演イベント
- 2007年4 - 5月、轟悠コンサート『Lavender Monologue』
- 2007年9月、『TAKARAZUKA SKY STAGE5th Anniversary Special』（コーラス）
- 2009年5月、大和悠河ディナーショー『Gracious Pink』[6]
- 2009年12月、タカラヅカスペシャル2009『WAY TO GLORY』（コーラス）
- 2011年3月、蘭寿とむディナーショー 『MUGEN!』